# Comuna de Tarnawatka
Tarnawatka (polaco: Gmina Tarnawatka) é uma gminy (comuna) na Polónia, na voivodia de Lublin e no condado de Tomaszowski (lubelski). A sede do condado é a cidade de Tarnawatka.
De acordo com os censos de 2004, a comuna tem 4135 habitantes, com uma densidade 50 hab/km².

## Área
Estende-se por uma área de 82,66 km², incluindo:
- área agrícola: 63%
- área florestal: 26%

## Demografia
Dados de 30 de Junho 2004:
|                      | Total   | Total | Mulheres | Mulheres | Homens  | Homens |
| -------------------- | ------- | ----- | -------- | -------- | ------- | ------ |
|                      | pessoas | %     | pessoas  | %        | pessoas | %      |
| População            | 4135    | 100   | 2068     | 50       | 2067    | 50     |
| Densidade (pop./km²) | 50      | 100   | 25       | 25       | 25      | 25     |

De acordo com dados de 2002, o rendimento médio per capita ascendia a 1276,67 zł.

## Comunas vizinhas
- Krasnobród, Krynice, Rachanie, Tomaszów Lubelski